# Trichobius dunni
Trichobius dunni är en tvåvingeart som beskrevs av Wenzel 1966. Trichobius dunni ingår i släktet Trichobius och familjen lusflugor. Inga underarter finns listade i Catalogue of Life.